# Миомир Денић
Миомир Денић (Београд, 22. јануар 1913 — Београд, 8. мај 1996) је био југословенски и српски сликар, позоришни и филмски сценограф.

## Биографија
Рођен је у Београду 1913. године. Сликарством је почео врло рано да се бави. Похађао је приватну школу сликарства код Јована Бјелића, који се у то време интензивно бавио педагошким радом. Из школе Јована Бјелића, која се налазила у његовом атељеу на тавану II мушке гимназије, изашао је читав низ сликара који су касније популарно звани Бјелићеви ђаци. Из ове школе су изашли, у првој групи, сликари: Павле Васић, Ђорђе Поповић и Предраг Милосављевић, а касније у другом кругу: Миомир Денић, Никола Граовац, Љубица Сокић, Даница Антић, Алекса Челебоновић, Стојан Трумић, Јурица Рибар, Богдан Шупут, Бора Грујић, Бора Барух, Миливој Николајевић, Душан Влајић. Ова школа је била популарна међу младима који су желели да се баве ликовном уметношћу.
Маја 1933. године излагао је у Београду, у Уметничком павиљону Цвијета Зузорић на Петој пролећној изложби сликарских и вајарских радова југословенских уметника. (Слика: Бањане на Ситници). Као и његов учитељ сликања Јован Бјелић, који је одређено време од 1919. године био сценограф а потом и шеф сликарске радионице Народног позоришта у Београду и М. Денић се прихватио тог посла. За време II светског рата био је технички директор Народног позоришта, због чега је кратко време после рата, према сопственом причању, трпео оређене последице. Међутим убрзо је добио задатак да оспособљава ратом оштећена београдска позоришта.
После Другог светског рата позоришно сликарство и сценографија, добијају велики полет. Миомир Денић, Миленко Шербан и Влада Маренић подигли су сцену наших позоришта на европски ниво, што је потврђено и кроз многе наступе наших позоришта у Лондону, Москви, Паризу и другим светским центрима. Због свог значаја и доприноса сценографском раду установљена је награда Народног позоришта у Београду „Миомир Денић“, која се додељује младим костимографима и сценографима до 40. године живота. Преминуо је маја 1996. године и сахрањен је у Алеји заслужних грађана на Новом гробљу у Београду.

## Награде
- 1949. Награда Владе ФНРЈ
- 1957. Златна арена за сценографију на Фестивалу играног филма у Пули за филм Поп Ћира и поп Спира
- 1958. Златна арена за сценографију на Фестивалу играног филма у Пули за филм Четири километра на сат
- 1964. Стеријина награда додељена на 9. југословенским позоришним играма у Новом Саду за сценографију
- 1990. Награда УЛУПУДУС за животно дело.
- 1993. Телевизијска комедија Извињавамо се, много се извињавамо за коју је радио сценографију проглашена је за најбољу тв комедију по оцени критике и публике.

## Сценографија
- 1947. Живјеће овај народ
- 1948. Софка
- 1951. Дечак Мита
- 1954. Сумњиво лице
- 1955. Њих двојица
- 1956. Последњи колосек
- 1957. Крвава кошуља
- 1957. Мали човек
- 1957. Поп Ћира и поп Спира
- 1958. Четири километра на сат
- 1958. Госпођа министарка
- 1959. Ветар је стао пред зору
- 1960. Дилижанса снова
- 1960. Друг председник центарфор
- 1960. Заједнички стан
- 1962. Сибирска леди Магбет
- 1962. Др
- 1963. Невесињска пушка
- 1964. Пут око света
- 1964. Марш на Дрину
- 1966. Горке траве
- 1966. Орлови рано лете
- 1968. Пусти снови
- 1969. Силом отац
- 1975. Хитлер из нашег сокака
- 1977. Хајдучка времена
- 1977. Мирис пољског цвећа